# Dihydroimidazol-2-yliden
Dihydroimidazol-2-yliden je hypotetická organická sloučenina se vzorcem C3H6N2. Má jít o heterocyklickou sloučeninu formálně odvozenou od imidazolidinu odštěpením dvou atomů vodíku z uhlíku v pozici 2, čímž na uhlíku vytváří volný elektronový pár — díky čemuž sloučenina patří mezi karbeny.
I když jsou karbeny obecně nestabilní, tak existují i deriváty této sloučeniny, které jsou poměrně stabilní a řadí se tak mezi stabilní karbeny. Patří sem první navržené (ovšem ne izolované) karbeny, jejichž existenci navrhl Hans-Werner Wanzlick kolem roku 1960.

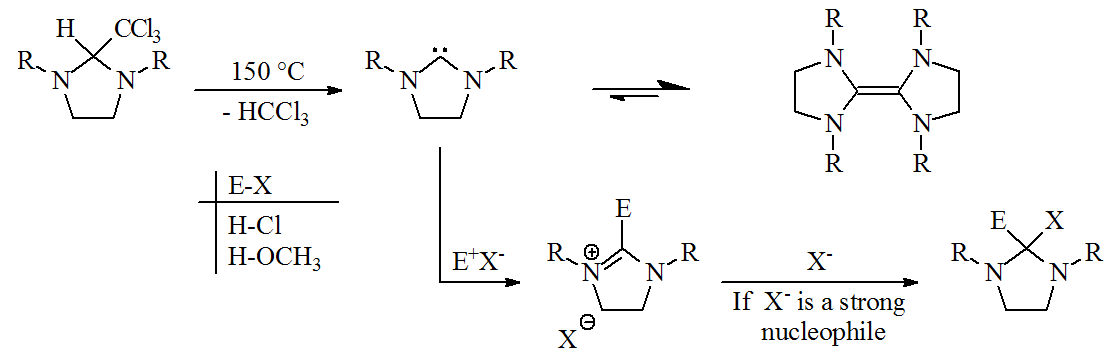
Wanzlickův mechanismus reakce dihydroimidazol-2-ylidenu s elektrofily

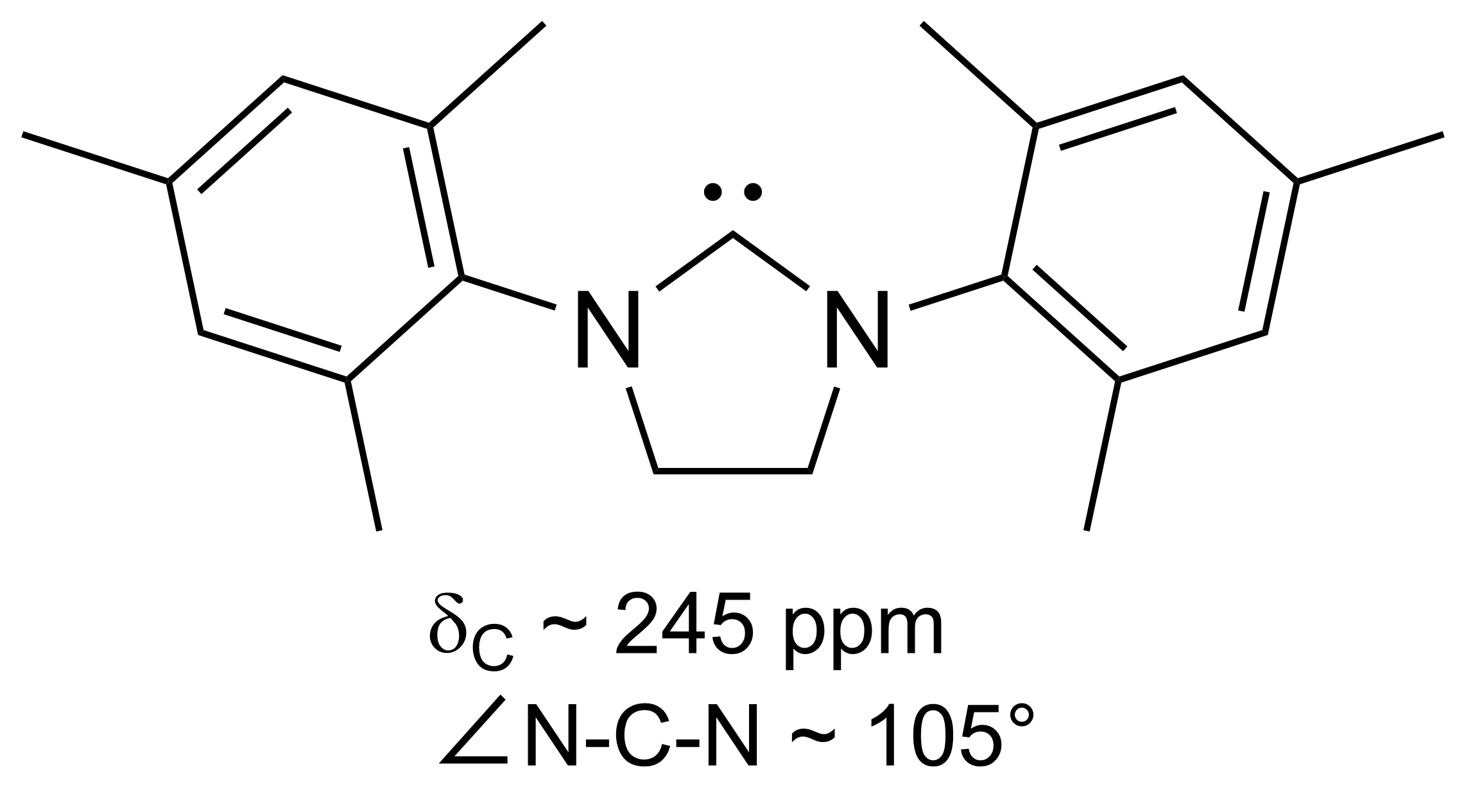
1,3-Dimesityl-imidazol-4,5-dihydro-2-yliden, stabilní karben bez delokalizace elektronů na cyklu

Také mezi ně patří nasycený imidazolin-2-yliden, který popsal Anthony Joseph Arduengo v roce 1995.